# Postal 2
Postal 2 (stilisierte Eigenschreibweise: Postal²) ist ein First-Person-Shooter des amerikanischen Entwicklerstudios Running With Scissors für macOS, Linux und Windows. Es erschien im April 2003 als zweiter Teil der Postal-Reihe und Nachfolger des 1997 noch als Third-Person-Shooter veröffentlichten Erstlingswerks Postal. Technologisch basiert das Spiel auf der Unreal Engine 2. 2011 erschien mit Postal III ein Nachfolger. 

## Handlung
Der Spieler übernimmt wieder die Rolle des Postal Dude, der in diesem Teil als großer, dünner Mann mit Sonnenbrille, Bart und Ledermantel dargestellt wird. Er lebt mit seiner Frau, die man nie zu Gesicht bekommt, in einem Wohnwagen älteren Datums in der fiktiven Stadt „Paradise“ in Arizona, USA. Das Spiel ist in Wochentage aufgeteilt und deckt fünf Tage im Leben des Postal Dudes ab. Die Aufgaben des Spielers sind überwiegend rein profaner Natur, so lauten seine ersten „Aufträge“ unter anderem: Beim Arbeitgeber den Gehaltscheck abholen, Geld von der Bank abheben, im Supermarkt Milch holen und in der Kirche beichten gehen. Ziel des Spiels ist es, jeden Tag die jeweiligen Aufgaben zu erledigen und zu seinem Wohnwagen zurückzukehren. Dabei ist es allein dem Spieler überlassen, wie diese Aufgaben gelöst werden. So hat der Spieler beispielsweise die Wahl, ob er für die Milch im Supermarkt bezahlt, es mit dem Kassierer aufnimmt oder mit der unbezahlten Milch durch die Hintertür flüchtet. Im Laufe des Spiels wird es allerdings immer schwieriger, die Tagesaufgaben friedfertig zu lösen, da der Postal Dude im Laufe des Spiels die Feindseligkeit verschiedener Gruppen auf sich zieht und in verschiedene Gefechte gerät, die ohne Gewaltanwendung nur schwierig zu überstehen sind.
Im Spiel gibt es immer wieder Referenzen auf die reale Welt. So arbeitet die Spielfigur zu Beginn bei den Spieleentwicklern RWS, deren Geschäftsräume von einer Gruppe Demonstranten belagert werden, die gegen gewalttätige Computerspiele protestieren. Ironischerweise stürmen diese dann selbst die Geschäftsräume sehr gewalttätig.

## Spielprinzip
Postal 2 ist ein Shooter, wechselt aber im Vergleich zum Vorgänger aus einer isometrischen Überblickssicht in die Egoperspektive. 
Wie bereits im Vorgänger und wie der Titel des Spiels impliziert (abgeleitet vom engl. going postal = Amoklaufen) bietet das Spiel die Möglichkeit, Amokläufe zu simulieren. Zwar wird der Spieler nicht dazu gezwungen Gewalt anzuwenden, allerdings durch die Spielsituationen deutlich dazu verleitet. Der Spielverlauf wird dabei von sarkastischen Sprüchen des Postal Dude begleitet, der Ereignisse und Situationen kommentiert.
Die Bewohner von „Paradise“ sind extrem unhöflich, werden schnell beleidigend, wenn der Spieler sie anrempelt, und leicht gewalttätig. Auch liegen diverse Waffen frei in der Gegend herum, von Scheren, die sich wie Wurfsterne verwenden lassen, über Sturmgewehre bis hin zum Napalmwerfer. Einige Missionen bringen den Spieler in ernste Gefahr, so dass er ermutigt wird, die Angreifer zu töten. So wird beispielsweise in der Mission „Beichten in der Kirche“ nach dem Beichtvorgang eine Zwischensequenz eingeblendet, in der Terroristen die Kirche stürmen und deren Besucher angreifen. Auf den Spieler wird unweigerlich geschossen, ob er nun selbst bewaffnet ist oder nicht. Zwar ist es nie Pflicht, das Feuer zu erwidern, doch ohne Gewalteinsatz ist es vor allem bei höheren Schwierigkeitsgraden beinahe unmöglich, eine solche Situation heil zu überstehen. Auch wird der Postal Dude des Öfteren von überzogen dargestellten Protestgruppierungen angegriffen, die gegen alles Mögliche protestieren, von Büchern bis zu Christen. 
Die Aufgaben laufen allerdings nicht immer nur auf einen potentiellen Amoklauf hinaus, sondern lockern das Spiel oft mit kontroversem Humor auf. In einer Mission ist es beispielsweise die Aufgabe des Protagonisten, auf das Grab des eigenen Vaters zu urinieren, wobei ihn zwei Hinterwäldler erwischen, entführen und sexuell missbrauchen wollen, was sich dadurch kennzeichnet, dass der Protagonist von nun an ein Lack- und Lederoutfit trägt, das es schnellstens zu wechseln gilt.
Einige weitere kontroverse Spielfeatures und Ereignisse:
- mit Anthrax gefüllte Kuhköpfe als Waffe
- Katzen lassen sich als Schalldämpfer für die Schrotflinte und das Sturmgewehr missbrauchen
- Crack-„Gesundheits“-Pfeifen, die den Spieler heilen und sogar zusätzliche Lebensenergie verleihen, jedoch zur Sucht und Entzugserscheinungen führen
- die Möglichkeit, auf Mitmenschen zu urinieren und sie auf diese Weise dazu zu bringen sich zu übergeben. Alternativ kann der Dude, falls er in Brand gerät, auch auf sich selbst urinieren und die Flammen damit löschen.
- Islamistische Terroristen, die einen Selbstmordanschlag auf eine Kirche verüben
- Als Dude seinen Onkel Dave, einen Kultführer, besuchen will, muss er feststellen, dass die Ranch des Kultes von Truppen des ATF umstellt ist. Dies ist eine offensichtliche Anspielung auf die Waco-Belagerung.
- Es gibt eine versteckte Mission, in der man Osama Bin Laden töten muss.

## Erweiterungen

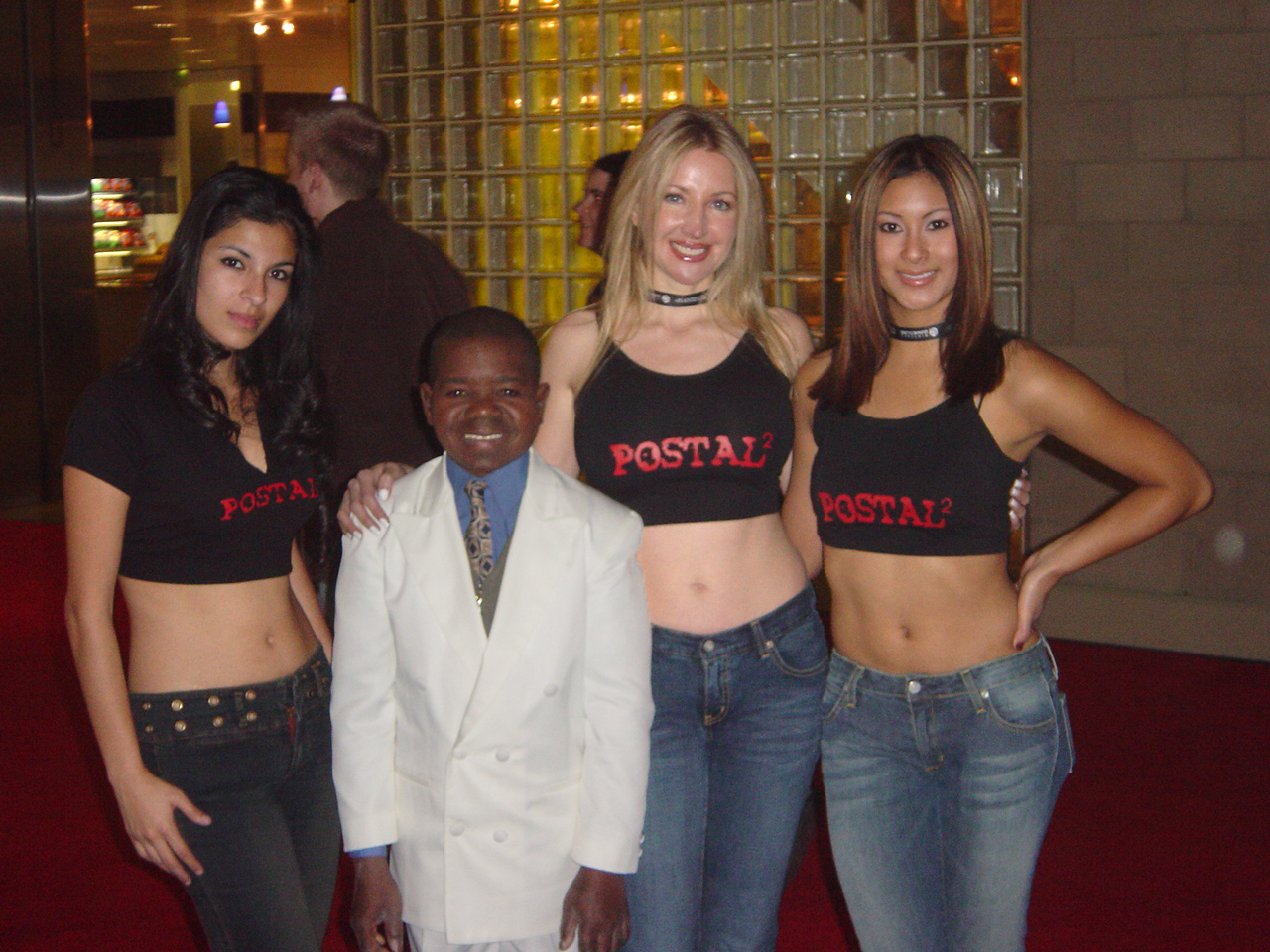
Promotion von Postal 2 auf der Branchenmesse E3 2003, hier mit Darsteller Gary Coleman.

Das Add-on Postal²: Share The Pain erweitert das Spiel um eine Multiplayerfunktion. Diese Version beinhaltet jedoch auch die normale Einzelspielerversion. Der Multiplayerteil von Postal²: Share The Pain wurde am 20. Mai 2008 zum kostenlosen Herunterladen bereitgestellt.
Das Add-on Postal²: Apocalypse Weekend ist seit Mitte Mai 2005 erhältlich. Es erweitert das Hauptspiel, das in der Woche von Montag bis Freitag spielt, um das Wochenende. Im Gegensatz zum Hauptspiel ist das Add-on linearer aufgebaut, der Spieler kann also anders als im Hauptspiel seine Wege nicht mehr so frei wählen. Dadurch gibt es aber eine viel dichtere Story als im Hauptspiel. Es spielt weiterhin in der fiktiven Stadt „Paradise“, die aber um neue Areale erweitert wurde. Die Möglichkeit, die Passanten mit einer Schaufel bzw. Schrotflinte zu enthaupten, wurde erweitert, so dass es nun möglich ist, den Passanten sämtliche Körperteile, also Arme, Beine usw. abzutrennen, oder auch den ganzen Körper zweizuteilen. Dafür gibt es auch neue Waffen wie eine Sense, eine Machete oder einen Vorschlaghammer. Der Spieler bekommt es in dieser Erweiterung hauptsächlich mit „Mad Cow Tourette Zombies“ (BSE-infizierten Zombies mit Tourette-Syndrom), Terroristen, militanten Tierschützern und US-Soldaten, die den Postal Dude für einen Terroristen halten und in ein Guantanamo-ähnliches Gefangenenlager stecken, zu tun. Zum Spielen wird das Original Postal² oder Postal²: Share The Pain benötigt.
Die Mod A Week in Paradise (kurz AWP) erweitert auch die Solo-Kampagne des Hauptspiels um die Features aus Apocalypse Weekend und fügt zahlreiche weitere hinzu. A Week in Paradise benötigt ein installiertes Apocalypse Weekend.
Im November 2012 veröffentlichte Running With Scissors eine überarbeitete Version über die Online-Distributionsplattform Steam, die unter anderem Achievements enthält. Nach Erscheinen stiegen die Verkaufszahlen von Postal 2 deutlich an, weshalb der Entwickler das Spiel weiterhin mit Updates versorgte und im Juni 2014 eine neue Downloaderweiterung namens Paradise Lost ankündigte.
Die Erweiterung Paradise Lost erschien im April 2015. Erneut begleitet man den Postal Dude durch die Stadt Paradise, allerdings hat der Postal Dude elf Jahre lang im Koma gelegen. Während dieser Zeit wurde Paradise in ein postapokalyptisches Ödland verwandelt. Die Handlung ist wieder in die fünf Wochentage eingeteilt, an denen der Postal Dude kleinere Einzelmissionen erfüllt, um schlussendlich seinen treuen Hund Champ zu retten.

## Rezeption

### Kritiken
Die internationalen Kritiken fielen zumeist durchwachsen aus.

“Vaunted interaction is, in reality, largely limited to shoot or don't shoot situations. Missions are tedious for they involve far too much the way of wandering and far too little the way of excitement. Nicely, it is possible to approach some situations without sitting on your hands or whipping out the pistol, but they too are broken. […] While you're playing Postal you're either shooting people at random or just walking around like a tool.”

„Die gepriesene Interaktion beschränkt sich in Wirklichkeit weitgehend auf Situationen, in denen man schießen oder nicht schießen muss. Die Missionen sind langweilig, da man viel zu viel herumläuft und viel zu wenig spannende Inhalte vorfindet. Es ist zwar nett, dass man einige Situationen angehen kann, ohne Däumchen zu drehen oder die Pistole zu zücken, aber auch diese Momente sind kaputt. […] Während du Postal spielst, erschießt du entweder wahllos Leute oder läufst einfach wie ein Idiot herum.“

Von Guinness World Records wurde Postal 2 als das „von der Kritik am meisten umstrittene Videospiel“ („Most critically divisive videogame“) ausgezeichnet.

### Gewaltkontroverse und Indizierung
Das Spiel geriet stark in die Kritik, da es dem Spieler ermöglicht, wahllos und exzessiv gewalttätig zu werden, was detailfreudig dargestellt wird. Die Entwickler des Spiels versuchten der Kritik an dem Spiel damit entgegenzuwirken, indem sie angaben, dass die Entscheidung zur Gewaltausübung rein beim Spieler liege. Er allein entscheide, ob er seine Aufgaben friedlich erledigt oder Unheil stiftet. 
Mit Bekanntgabe im Bundesanzeiger vom 31. Juli 2003 wurde Postal von der Bundesprüfstelle für jugendgefährdende Medien indiziert. Begründet wurde dies unter anderem damit, dass es sich bei dem Titel um einen „Amoklauf-Simulator“ handele, der außer Gewalttaten keinerlei sinnvolle alternative Interaktionsmöglichkeiten böte. Kritisiert wurde etwa die vielfache Möglichkeit, die getöteten Spielfiguren im Nachgang noch virtuell zu schänden, bspw. das Fußballspielen mit abgetrennten Köpfen, das Apportieren lassen selbiger durch Hunde oder die Möglichkeit, sich vor Leichnamen zu entblößen und auf sie zu urinieren. Das Spiel wurde auf Liste A indiziert. Selbiges geschah mit der Erweiterung Share The Pain (Bundesanzeiger vom 31. März 2005), die Erweiterung Apocalypse Weekend wurde auf Liste B indiziert (Bundesanzeiger vom 30. September 2005). Seit dem 30. Mai 2016 ist der Kauf von Postal 2 mit einem deutschen Steam-Benutzerkonto nicht mehr möglich. Ein Antrag auf vorzeitige Listenstreichung für das Spiel und seine Erweiterungen wurde im November 2021 abgelehnt.